# عبد الله المسيبلي
عبد الله صالح مسيبلي فنان ومخرج يمني قدير، ومن كبار فناني المسرح والتلفزيون في اليمن.

## النشأة والبداية
ولد في مكيراس في العام 1936 في أيام سلطنة العوذلي في تلك المنطقة، من أسرة ارتبطت بالفقه والعلم. نزح مع أخوته الكبار إلى عدن في بداية أربعينيات القرن الماضي وتلقى دراسته في مدارس القوات المسلحة.

### البداية المسرحية
في النصف الثاني من خسمينات القرن الماضي، التحق عبد الله مسيبلي بشركة مصافي الزيت البريطانية في عدن، مع أخيه الأكبر المخرج والممثل والكاتب علي صالح المسيبلي،وهناك التقى الأخوان علي وعبد الله مسيبلي مع عدد من المهتمين بالمسرح ومنهم:عمر عوض بامطرف وياسين بهري ومحمد الدقمي وغيرهم وأسسوا «فرقة الهيئة العربية للتمثيل» ومن خلالها وجد عبد الله مسيبلي متنفسه وشارك في بعض الأعمال منها «فتاتنا اليوم» و«جريمة في الليل» و «هل قتلت أخي» وأعمال أخرى في الفترة الواقعة بين خمسينات وستينات القرن الماضي.

### البداية الإذاعية
طرق عبد الله مسيبلي باب الإذاعة وقدم عددا من التمثيليات الإذاعية وقدم مع أخيه علي البرنامج المشهور في بداية الستينات «هذا الجنوب أرضنا الطيبة» وخلال تلك الفترة تمكن من تقديم عدد من العروض المسرحية خارج منطقة البريقة وتعرف على عدد من الفنانين منهم محمود أربد ومحمد مدي وعمر الرخم وعبد المجيد القاضي وعبد الحميد فارع وغيرهم، بالإضافة إلى ممثلي فرقة المصافي الكوميدية. 

### البداية التلفزيونية والإخراجية
مع بداية البث التلفزيوني في عدن عام 1964م، وجد عبد الله مسيبلي ضالته في المسرح التلفزيوني من خلال مسرحية «ست البيت» من تأليف وإخراج عمر عوض بامطرف وتواصل عبد الله مسيبلي مع الأعمال الدرامية عبر الإذاعة والتلفزيون في جمهورية اليمن الديمقراطية آن ذاك.
بمناسبة الذكرى الأولى للاستقلال في نوفمبر 1968م قام عبد الله مسيبلي بإخراج أول عمل مسرحي وكانت فاتحة أعماله في الإخراج المسرحي لمسرحية «شهيد الوطن» وكان ذلك العمل أول أعمال البطولة للفنان المسرحي علي يافعي ضمن أعمال الفرقة القومية للمسرح والموسيقى والفنون الشعبية.
- بعد تقديم ذلك العمل، قدم عبد الله مسيبلي استقالته إلى إدارة مصافي عدن وسافر إلى الولايات المتحدة الأمريكية وأمضى فيها قرابة الأربع سنوات سعيا وراء تحسين معيشته واستغل فرصة إقامته هناك ودرس الإخراج التلفزيوني بنظام الساعات.
- عاد إلى البلاد بعدها ولم يحصل على وظيفة وعندما شارك في تمثيل مسرحية «الأرض» التي أخرجها فيصل علي عبد الله في نهاية 1973م شاءت الصدفة أن يشاهد ذلك العمل الرئيس الراحل سالم ربيع علي، فاصدر أمرا بتوظيفه في وزارة الثقافة عام 1974م.
- غادر بعدها إلى جمهورية ألمانيا الديمقراطية لتلقي دورة دراسية وتدريبية وتحددت مادة الإخراج المسرحي لعبد الله مسيبلي، وبعد عودته في منتصف عام 1975م قدم كمخرج مسرحية «عائلة في خطر» التي قدمت كأول عرض في نوفمبر 1975م وكانت من تأليف أحمد محمد الشميري وقدمتها فرقة المصافي الكوميدية وشارك في التمثيل قاسم عمر .
- تم تكليف عبد الله مسيبلي بالإشراف على أول دورة في مجال المسرح خلال الفترة 1975/1976م التي أقامتها وزارة الثقافة لدارسين من محافظات عدن ولحج وحضرموت وفي يوليو 1976م أصدر الأستاذ محمود نجاشي، قرارا بإنشاء فرقة المسرح الوطني وقرارا آخر بتعيين عبد الله صالح مسيبلي قائدا لتلك الفرقة.

## من أعماله في فترة ما بعد عام 1976

### مسرحيات
- التركة الجزء الأول وهي من أشهر مسرحياته والمسرحيات اليمنية، مثلها داخل وخارج اليمن.
- فتاتنا اليوم.
- ذي زرعتوه احصدوه
- نحن والفاشية
- العاشق والسنبلة
- الفردية القاتلة
- التركة الجزء الثاني عام 1991 وكان آخر ظهور له على خشبة المسرح عند تسجيل هذه المسرحية عام 1994.

## ما بعد عام 1994 حتى الوفاة
- فاز في الانتخابات التشريعية اليمنية عام 1993وأصبح عضوا في مجلس النواب اليمني خلال الفترة 1993/1997م عن دائرة البريقة.

### الوفاة
- عانى المسيبلي من الداء الخبيث منذ العام 1999م وانتهى ذلك الصراع في 25 يناير 2002م، تاريخ وفاته، عن عمر ناهز الـ 66 عاما
- له من الأبناء ثلاثة ذكور وبنتين.[1]

1. ↑  Account Suspended نسخة محفوظة 04 سبتمبر 2014 على موقع واي باك مشين.